# 32 Orionis
32 Orionis, som är stjärnans Flamsteed-beteckning är en trippelstjärna i den mellersta delen av stjärnbilden Orion, som också har Bayer-beteckningen A Orionis. Den har en kombinerad skenbar magnitud på ca 4,20 och är svagt synlig för blotta ögat där ljusföroreningar ej förekommer. Baserat på parallaxmätning inom Hipparcosuppdraget ca 10,8 mas, beräknas den befinna sig på ett avstånd på ca 300 ljusår (ca 93 parsek) från solen. Den rör sig bort från solen med en heliocentrisk radialhastighet av ca 19 km/s. Konstellationen ingår i den eponyma 32 Orionis-gruppen, en ung, närliggande förening av 46 stjärnor med gemensam egenrörelse, som först upptäcktes 2007.

## Egenskaper
Primärstjärnan 32 Orionis A är en blå till vit stjärna i huvudserien av spektralklass B5 V. Den har en massa som är ca 5 solmassor, en radie som är ca 2,9 solradier och utsänder ca 388 gånger mera energi än solen från dess fotosfär vid en effektiv temperatur på ca 16 000 K.
32 Orionis A är i sig en spektroskopisk dubbelstjärna med en omloppsperiod på 3,964 dygn och en excentricitet på 0,38. Den osynliga följeslagaren har en uppskattad massa som är 0,6 gånger solens. Följeslagaren 32 Orionis B, med en vinkelseparation av 1,08 bågsekunder från primärstjärnan, är en stjärna av spektralklass B7 V med en skenbar magnitud på 5,8, som kretsar kring denna med en omloppsperiod av 614 år och excentriciteten 0,22.